# Деметре II Самопожертвователь
Деметре II Самопожертвователь (груз. დემეტრე II თავდადებული; 1259—12 марта 1289) — царь Грузии (с 1270 года). Сын Давида VII Улу, внук Георгия IV. Из династии Багратионов.

## Биография

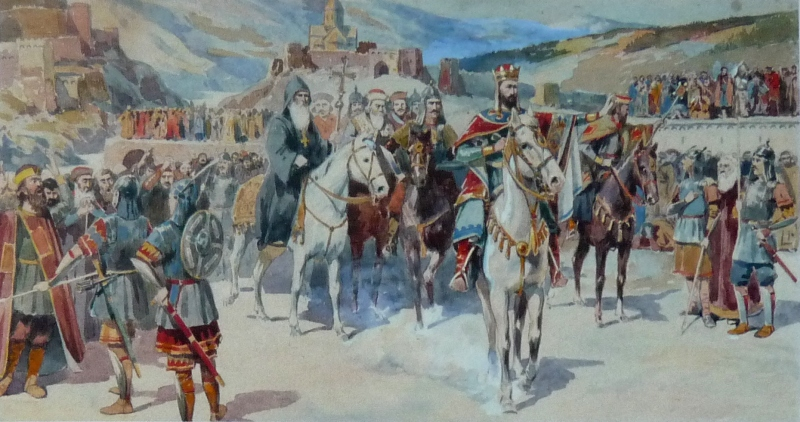
«Деметре II прибывает к монгольскому хану», худ. Генрик Гриневский.

Деметре было всего 2 года, когда монголами была убита его мать (1261 год). В 11 лет он наследовал престол после смерти его отца Давида VII Улу в 1270 году.
Некоторое время его регентом был Садун Манкабердели, в чьих руках фактически была сосредоточена власть. В 1277—1281 годах Деметре II принял участие в кампаниях Абака-хана против Египта, особенно лично отличившись во Второй битве при Хомсе (29 октября 1281 года). Хотя Деметре II по-прежнему носил титул «царя грузин и абхазов», власть его распространялась лишь на восточную часть Грузии. Западная Грузия находилась под управлением имеретинской ветви династии Багратионов.
В 1288 году по распоряжению Аргун-хана Деметре II покорил мятежную провинцию Дербент на берегу Каспийского моря. В следующем году был раскрыт заговор против Аргун-хана, организованный его первым визирем Бугой, чей сын был женат на дочери Деметре II. Буга и его семья были казнены, а грузинский царь, подозреваемый в участии в заговоре, был вызван к ханскому двору, иначе Аргун-хан грозил вторжением в Грузию. Несмотря на многочисленные советы от своей знати не ехать к ханскому двору, Деметре II направился туда навстречу своей неминуемой гибели. По прибытии он был заключён под стражу и обезглавлен 12 марта 1289 года. Деметре II был похоронен в Мцхете, позднее канонизирован Грузинской православной церковью.
Деметре II наследовал его двоюродный брат Вахтанг II.

## Семья
Был женат три раза:
- В 1277 году женился на Феодоре[источник не указан 1149 дней], дочери трапезундского императора Мануила I Великого Комнина. В этом браке родились:
  - Давид VIII, царь Грузии.
  - Вахтанг III, царь Грузии.
  - Лаша, царевич.
  - Мануил, царевич.
  - Русудан, царевна.
- От второй жены, монголки Солгхар, у Деметре было трое детей:
  - Баиду, царевич.
  - Иагдар, царевич.
  - Джигда, царевна[2].
- Около 1280 году женился на Нателе, дочери атабега Самцхе-Саатабаго Беки I Джакели. В этом браке родились:
  - Георгий V Блистательный, царь Грузии.